# Arafo
Arafo est une commune de la province de Santa Cruz de Tenerife dans la communauté autonome des Îles Canaries en Espagne. Elle est située à l'est de l'île de Tenerife.

## Géographie

### Localisation

Localisation de l'île de Tenerife dans les Îles Canaries.
Localisation d'Arafo dans l'île de Tenerife.

|                            | Candelaria |                  |
| Santa Úrsula et La Orotava | Arafo      | Océan Atlantique |
|                            | Güímar     |                  |

## Démographie
| Année | Population |
| ----- | ---------- |
| 2000  | 4 802      |
| 2001  | 5 012      |
| 2002  | 5 156      |
| 2003  | 5 122      |
| 2004  | 5 256      |
| 2005  | 5 276      |
| 2006  | 5 257      |
| 2007  | 5 310      |
| 2008  | 5 346      |
| 2009  | 5 502      |